# Kroatische Volkspartij-Liberaal Democraten

Logo van de HNS

De Kroatische Volkspartij - Liberaal Democraten (Kroatisch Hrvatska narodna stranka - Liberalni Demokrati, HNS) is een liberale politieke partij in Kroatië.
HNS heeft op dit moment 4 vertegenwoordigers in het Kroatische parlement en is daarmee de derde partij van Kroatië.
De partij is lid van de Liberale Internationale en de ELDR. De partijleider is Ivan Vrdoljak.

## Geschiedenis
De oorspronkelijke Volkspartij werd aan het einde van 1841 opgezet tijdens een periode van Kroatisch Volksnationalisme. Omdat zij opgezet was als deel van de Illyrische Beweging, die geen onderscheid maakte tussen Kroaten en andere Zuid-Slaven maar ze in plaats daarvan Illyriërs noemde was de oorspronkelijke naam de Illyrische Volkspartij (Ilirska narodna stranka). Enkele van deze volgelingen waren Ivan Kukuljević Sakcinski, Josip Juraj Strossmayer en Ivan Mažuranić.
In 1861 stonden de vertegenwoordigers van de Volkspartij in het Kroatische parlement bekend onder de naam de Liberale Volkspartij (Narodna liberalna stranka).
Toen de Volkspartij zich aansloot in een Kroatische-Servische Coalitie (Hrvatsko-srpska koalicija) samen met de Partij van Rechten, de Onafhankelijke Democratische Servische Partij en de Radicalen bleef zij tot aan 1905 een machtige partij. Na de Eerste Wereldoorlog viel de coalitie uiteen en de Volkspartij reorganiseerde niet.
Onder het Communistische Joegoslavië, waren de liberale leiders van de Kroatische Communistische Partij Savka Dabčević-Kučar en Miko Tripalo, die meededen aan de Kroatische Lente in 1971.

## De moderne Volkspartij
De moderne Kroatische Volkspartij werd in 1990 gevormd door leden van de Coalitie van de Volksovereenkomst (Koalicija narodnog sporazuma) en deden zij, geleid door onder andere Savka Dabčević-Kučar en Miko Tripalo mee aan de eerste meerpartijenverkiezingen in 1990.
De HNS bleef een kleine oppositiepartij. Tijdens de verkiezingen in 1992 kregen zij 6,7% van de stemmen en 6 zetels in het Kroatische parlement. Tijdens de parlementsverkiezingen in 1995 wisten zij geen zetels te bemachtigen.
Tijdens de parlementsverkiezingen in 2000 waren zij deel van een vier-partijen-coalitie met de Kroatische Boerenpartij (HSS), de Liberale Partij (LS) en de Istrische Democratische Assemblee (IDS), samen kregen zij 25 zetels in het Kroatische parlement, waarvan twee voor de HNS.
De Volkspartij was deel van de regering van Ivica Račan tussen 2000-2003, met als eigen minister de voormalige partijpresident Radimir Čačić (minister van Publieke Werken, Bouw en Herbouw).
Tijdens de parlementsverkiezingen in 2003 had de HNS een alliantie gesloten met de Alliantie van Primorje - Gorski Kotar en Slavonië-Baranja Kroatische Partij, samen kregen zij 8% van de stemmen; 11 van de 151 zetels waarvan 10 voor de HNS.
Toen de leider van de Kroatische Sociaal-Liberale Partij tijdens de regering van Račan, Dražen Budiša, uit de coalitie besloot te stappen leidde dit tot verzet in zijn eigen partij. Enkele leden van deze partij wilden niet de regering ten val brengen en vormden de Libra.
Tijdens de 17e conventie, op 6 februari 2005, kozen de meeste van de 1250 vertegenwoordigers van de HNS voor een fusie met de Partij van Liberaal Democraten (Libra) onder de naam de Kroatische Volkspartij - Liberaal Democraten. Libra had 3 zetels, dus het totaal aantal zetels van de partij nam toe tot 13 zetels.
Vesna Pusić, partijleider tussen 2000 en 2008 en opnieuw tussen 2013 en 2016, verliet de partij in 2017 en richtte samen met drie andere parlementariërs de nieuwe partij Glas op.